# Stac a' Mheadais
Stac a' Mheadais is een onbewoond eiland in Schotland. Het eiland bevindt zich vlak bij Isle of Skye en beslaat een oppervlakte van ongeveer 0,01 km². Het ligt ongeveer 200 meter van de kust af en maakt deel uit van de Hebriden (Binnen-Hebriden).